# Малая академия наук (Мелитополь)
Мелитопольское отделение Малой академии наук Украины — внешкольное учебное заведение в городе Мелитополь Запорожской области.

## История
Мелитопольская Малая академия наук ученической молодёжи стала одним из первых учебных заведений такого типа на Украине. Официальной датой её образования считается 13 декабря 1999 года, когда было принято соответствующее решение Мелитопольского исполкома. Тогда в Малой академии наук действовали 4 отделения и 14 секций, обучалось 350 учеников.
С 2000 года при Малой академии наук работает комната-музей Тараса Шевченко.
В 2006 году в Малой академии наук появился компьютерный класс.
За первые 10 лет работы Мелитопольское отделение МАН окончили 1300 выпускников.

## Обучение
В Малой академии наук школьники занимаются научными исследованиями под руководством учёных из Мелитопольского педагогического университета, агротехнологического университета, учителей школ города. В МАН действует 9 отделений, в том числе:
- химии, экологии, аграрных наук и наук о человеке;
- историко-географическое;
- филология и искусствоведение;
- математики;
- экономических наук;
- компьютерных наук;
- технических наук.[4]

Отделения подразделены на 50 секций.
Летом для учащихся МАН организуется лагерь в Алтагире.

## Достижения
С 2002 по 2009 год учащиеся Мелитопольского отделения МАН 8 раз подряд занимали первое место в командном зачёте в областном конкурсе защиты научных работ. 15 учащихся МАН за этот период стали победителями на Всеукраинском этапе конкурса.
Учащимися МАН была издана книга «Шевченкиана Мелитополя».

## Известные преподаватели
- Лидия Васильевна Дядченко — отличник образования Украины, почётный гражданин Мелитополя[4][12]
- Дианела Петровна Водвуденко (1931—2010) — заслуженный учитель Украины, директор Мелитопольского дворца пионеров (теперь дворец пионеров назван её именем)[13]
- Валентина Андреевна Курманская (род. 1953) — заслуженный учитель Украины[14]